# Фатимские явления Девы Марии
Фа́тимские явления Девы Марии — серия событий в португальском городе Фа́тима в 1917 году. По уверениям трёх детей, им многократно являлась «дама» (впоследствии ассоциированная с Девой Марией) и передавала сообщения с призывами религиозного характера и пророчества (касающиеся судеб мира и, прежде всего, России). Католической церковью признаны подлинным чудом.

## Прелюдия

### Апрель — октябрь 1915 года
Лусия душ Сантуш (1907—2005) с несколькими подругами перебирали чётки, читая молитву Розария, когда увидели над деревьями как бы висящую в воздухе фигуру, похожую на статую из снега, которая становилась прозрачной, когда её пронизывали лучи солнца. Девочки продолжали молитву, не сводя глаз с фигуры, которая исчезла как только они закончили молиться. Лусия описывала: «Она словно была завёрнута в простыню. Не было видно ни головы, ни рук». Такое повторилось ещё два раза.

### Весна 1916 года
Лусия душ Сантуш, её двоюродные брат и сестра Франсишку Марту (1908—1919) и Жасинта Марту (1910—1920) пасли овец.
Лусия:

Мы едва начали играть, когда сильный порыв ветра вдруг встряхнул деревья и над ними возник свет, белее первого снега. Приблизившись, он приобрёл вид молодого человека, прозрачного и сияющего. Он заговорил: «Не бойтесь, я Ангел Мира. Молитесь со мной». Он встал на колени на землю, низко согнулся и три раза сказал: «Боже Великий! Верую, поклоняюсь Тебе, уповаю на Тебя и люблю Тебя. Прошу у Тебя прощения за всех тех людей, которые не веруют в Тебя, не поклоняются Тебе, не уповают на Тебя и не любят Тебя». Затем он поднялся и сказал: «Молитесь так. Сердца Иисуса и Марии внимательны к вашей мольбе».
После этого видение исчезло. Дети заучили эту молитву, и никому не рассказывали об увиденном:

Мы ощущали божественное присутствие так ясно, так близко, что не осмеливались говорить даже друг с другом. На следующий день мы всё ещё чувствовали себя точно так же. И лишь постепенно это ощущение исчезло. Никто из нас не говорил об этом явлении и не договаривался держать его в тайне. Оно само по себе налагало печати на наши уста. Это переживание было настолько лично, что просто произнести хотя бы слово было уже тяжело.

### Лето 1916 года
Дети играли под фиговым деревом, когда им снова явилась та же фигура.

— Молитесь больше. В сердцах Иисуса и Марии есть замыслы на ваш счёт. Беспрерывно обращайте к ним самые свои истовые молитвы и жертвоприношения.

— Но как можем мы совершать жертвоприношения?

— Предлагайте всё, что у вас есть, в жертву нашему Господу, как возмещение за грехи, которыми он так сильно обижен, и как мольбу за обращение грешников. Это принесёт мир в вашу страну. Я ангел-хранитель Португалии. И больше того — принимайте и несите смиренно все те страдания, какие ниспошлёт вам Господь
«Я не знаю, что со мной случилось, — говорила после одна из девочек. — Я не могу ни говорить, ни играть, ни петь. У меня нет сил что-либо делать».

### Осень 1916 года
Ангел явился детям с Гостией и Чашей, в которую с Гостии лилась кровь. Гостию он вручил Лусии, а чашу — Франсишку и Жасинте, приговаривая: «Возьмите, вкусите плоть и кровь Иисуса Христа, поруганную неблагодарными людьми. Искупите их преступления и утешьте нашего Господа». До того он склонился к земле, оставив предметы висеть в воздухе, и трижды повторил:

Пресвятая Троица, Отец, Сын и Святой Дух, поклоняюсь Тебе всей душой и жертвую Тебе драгоценное Тело, Кровь, Душу и Божество Иисуса Христа, присутствующего во всех Дарохранительницах мира, во искупление грехов, оскорбляющих Его. По бесконечным заслугам Святейшего Сердца Христа и по заступничеству Непорочного Сердца Марии, прошу у Тебя обращения несчастных грешников.
Перед тем, как исчезнуть, он ещё раз встал на колени и повторил эту молитву. Дети оставались в прежнем положении, повторяя те же слова. «Когда мы встали, то увидели, что уже наступил вечер и пришло время идти домой», рассказывает Лусия.

## Основные явления

### 13 мая1917 года
Лусия, Жасинта и Франсишку пасли овец в местности, называвшейся Кова-да-Ирия. Лусия свидетельствует: «Мы начали спускаться по склону к дороге и гнали перед собой овец. Когда мы были почти на середине склона, то поравнявшись с большим дубом, внезапно увидели ещё одну молнию, а через несколько шагов нашим взорам предстала на скальном дубе Дама, одетая вся в белое и сиявшая ярче солнца. Она излучала свет, сиявший ярче лучей солнца, отражающихся от хрустального сосуда, наполненного водой. Потрясённые увиденным, мы остановились. Мы стояли так близко, что находились в сиянии, которое Её окружало или которое Она испускала. Расстояние было примерно полтора метра. Тогда Богородица сказала:- Не бойтесь! Я не причиню вам зла!».

— Откуда Вы явились? — Я пришла с Небес!
— И что Вы от меня хотите? — Я пришла для того, чтобы попросить вас приходить сюда в течение шести последующих месяцев каждого 13 числа, в это же самое время. Тогда Я скажу вам, кто Я, и что Я хочу. После этого Я вернусь сюда в седьмой раз.

— Я тоже попаду на Небо? — Да! — И Жасинта? — Тоже! — И Франсишку? — Тоже, но он должен ещё много раз прочитать Розарий.
Затем Лусия расспросила о двух умерших незадолго до того девушках, Марии даш Невеш и Амелии (первая уже попала на Небо, а вторая останется до Страшного суда в чистилище, ответила Дева). Лусия, Жасинта и Франсишку согласились на предложение «посвятить себя Богу, чтобы переносить все страдания, которые Он вам пошлёт, во искупление грехов, которые так оскорбляют Его, и ради обращения грешников». «Тогда вы должны будете много страдать, но милость Божья будет вашей силой!» — сказала в ответ Дева. В заключении было сказано:«Читайте ежедневно Розарий, чтобы обрести мир на земле и положить конец войне». «После этого Она начала медленно подниматься к востоку, пока не исчезла в бесконечности пространства», свидетельствует Лусия.

### 13 июня1917 года
В назначенный день они явились в Кова-да-Ирию, где уже находилось около 60 человек. Дети стали у дуба на колени и по чёткам начали читать молитвы Розария. Лусия сказала: «Ты приказала мне прийти сегодня. Что ты хочешь, чтобы я сделала?». Все видели, как Лусия встала, протянула руку в восточную сторону с криком: «Вот она!». На том месте как будто бы было заметно белое облачко и движение в ветвях, склонившихся к востоку.
Детям показался огонь в небе. Лусии были даны указания выучиться читать и писать и ещё Лусия попросила взять их на Небо:

- Да! Жасинту и Франсишку Я заберу скоро. Но ты ещё некоторое время останешься здесь. Иисус хочет, чтобы при твоей помощи люди узнали и полюбили Меня. Ему угодно основать на земле почитание Моего Непорочного Сердца. — Останусь здесь одна? — Нет, дитя Моё! Ты страдаешь? Не теряй мужества. Я никогда не покину тебя, Моё Непорочное Сердце будет тебе убежищем и путём, ведущим тебя к Богу.
Относительно Непорочного Сердца Марии Лусия также свидетельствует: «На правой ладони Богородицы было Сердце, окружённое шипами, которые казалось, вонзились в Него. Мы поняли, что то было Непорочное Сердце Девы Марии, раненое грехами человечества и желающее искупления».
Что касается предсказанной судьбы Франсишку и Жасинты, то они действительно в скором времени умерли от пандемии «испанки» 1918 года.

### 13 июля1917 года
В этот день у скального дуба на Кова-да-Ирии собралось уже множество людей. Дети вместе с ними прочли Розарий и вскоре над дубом явилась Богородица. Она сказала:

- Пожертвуйте себя за грешников и часто повторяйте, особенно когда приносите жертвы: О, Иисусе, я делаю это из любви к Тебе, ради обращения грешников и искупления грехов, содеянных против Непорочного Сердца Марии.
Затем детям было показано видение ада. По свидетельству Лусии, дети «увидели океан огня. Погружённые в этот огонь, бесы и души, подобно прозрачным, чёрным или бронзовым языкам пламени, имеющим человеческое очертание, парили в этом пожаре, носимые огнём, исходивших из них самих, но с облаками дыма, висящего со всех сторон, подобно искрам от больших пожаров, без тяжести и равновесия, посреди криков и стонов от боли и отчаяния, которые ужасали и заставляли дрожать от ужаса. Бесы отличались друг от друга ужасными и отвратительными формами жутких и неведомых зверей, прозрачных, как раскалённые чёрные угли». Видение это продолжалось не более мгновения. Лусия потом говорила, что если бы не обещание Пресвятой Девы взять их на Небо, дети тотчас бы умерли от ужаса. После этого Дева Мария сказала:

- Вы видели ад, куда отправляются души несчастных грешников. И дабы спасти их, Господь учредит на Земле почитание Моего Непорочного Сердца. Если сделаете то, что Я скажу, многие души спасутся и познают покой. Война окончится, но если не прекратится оскорбление Господа, то в Понтификат Пия XI начнётся другая, ещё более ужасная. Когда увидите вы ночь, освещенную невиданным светом, знайте — то великое знамение о том, что Господь идёт наказывать мир за преступления его, и наказанием будет война, голод и притеснение Церкви и Святейшего Отца.
После этого Дева Мария огласила пророчество, касающееся России.

Чтобы избежать этого, приду Я просить посвящения России Моему Непорочному Сердцу и покаянного Причащения в первые субботы. Если просьбы Мои будут услышаны, Россия обратится, и люди познают покой; а нет, то заблуждения её распространятся по миру, будут войны и гонения на Церковь. Праведники станут мучениками, Святейший Отец будет много страдать; целые народы будут уничтожены. Но, в конце концов, Моё Непорочное Сердце Восторжествует. Святейший Отец посвятит мне Россию, которая обратится, и миру на некоторое время будет дарован мир.
После этого Дева Мария научила детей следующей молитве (ставшей затем известной как «Фатимская молитва» и обычно прибавляемой с тех пор после чтения каждой из десяток молитвы Розария): «О, мой Иисусе, прости нам наши грехи, избавь нас от адского огня и приведи в Рай все души, особенно те, которые больше всего нуждаются в Твоём милосердии. Аминь.»
После этого Дева, как всегда, начала подниматься к востоку, пока не исчезла в бесконечной дали горизонта.
По словам Жозефа Пеллетье («Танец Солнца в Фатиме»), бывшего там, было заметно «жужжание или гудение, уменьшение солнечного света и тепла, беловатое облачко вокруг дерева видений и мощный звук при исчезновении Девы». Крестьянин Ти Марту описывал звук «что издаёт овод, залетевший в пустое ведро».
Просьба о посвящении России была высказана затем Девой Марией во время явления Лусии в испанском городе Туй в 1929 году.

### 13 августа1917 года
У власти в Португалии в то время находилось лево-либеральное правительство, многие члены которого были масонами, и которое было настроено антикатолически. Поэтому вести о явлениях Девы Марии в Фатиме были восприняты им и его сторонниками негативно. 13 августа дети не пришли к Кова-да-Ирии, поскольку были арестованы представителями районных властей и отвезены в Вила-Нова де Орем. Там их пытались угрозами заставить отказаться от своих утверждений, но дети стояли на своём. Ничего не добившись, их отпустили.
В это же время на поле Кова-да-Ирия в ясном небе появилась молния, над дубом возникло светящееся облачко. Через несколько минут облачко исчезло, а облака стали малиновыми, красными, розовыми, жёлтыми, голубыми… Описывался «расцвеченный свет, как радуга на земле», «облака вокруг солнца, отбрасывавшие на людей свет разных оттенков», «падающие цветы». Свидетель Мануэл Педру Марту впоследствии присягнул церковной комиссии, что заметил «в облаках светящийся вращающийся шар».

### Примерно19 августа1917 года
Детей отпустили пасти овец у Алжуштрела, когда они ощутили холод, солнце стало желтоватым, а всё озарилось радужными цветами. Было заметно сияние. Дева пообещала совершить чудо во время последнего из своих явлений в этом году и попросила построить часовню в этом месте. Она также сказала:

Молитесь, много молитесь и приносите жертвы за грешников, потому что много душ попадает в ад, так как никто за них не молится и не приносит жертвы.

### 13 сентября1917 года
13 сентября около 30 тысяч человек пришло на место и читали по чёткам молитвы. В полдень солнце стало менее ярким, а с востока стал спускаться светящийся шар, посыпались белые «лепестки», исчезавшие по мере приближения к земле. Дева попросила и в дальнейшем читать Розарий, чтобы испросить конец войне. Лусия передала просьбы об исцелении больных, но Дева сказала, что исцелит некоторых из них, но не всех. Было обещано чудо в октябре.

### 13 октября1917 года
В ночь на 12 октября в Фатиму начали сходиться люди из разных сословий (люмпены, крестьяне, рабочие, а также представители прессы, духовенства, правительства и с самым разным отношением к происходящему (были и поверившие детям и неверующие, которые впоследствии были обращены в христианство). Было холодно, выпал снег, 13 октября шёл проливной дождь. Также был ощутим аромат, дождь прекратился, а тучи рассеялись. Возникло сияние и над деревом появилась Дама. Лусия спросила:

— Что Вы хотите от меня? 
— Я хочу тебе сказать, что здесь нужно построить часовню в Мою честь. Я — Царица Розария. Нужно и дальше ежедневно читать Розарий. Война подходит к концу, и скоро солдаты вернутся по домам. 
— Я хотела бы о многом попросить Вас: не могли бы Вы вылечить нескольких больных и обратить нескольких грешников, и ещё о многом другом. 
— Некоторых — да, некоторых — нет. Они должны исправиться и просить о прощении своих грехов.
И ещё печальнее Она сказала: 
— Они не должны больше оскорблять Господа, Который уже так ими оскорблён.

Как Лусия свидетельствует в своём отчёте епископу Лейрии — Дева «открыла руки и заставила засиять солнце. Когда Она поднималась, Её Собственный свет снова отразился в солнечном. Это было причиной, Ваше Преосвященство, почему я воскликнула, что все должны посмотреть на солнце. Я не имела в виду привлечь внимание народа, так как не сознавала что около меня кто-то есть. Я сделала это лишь по внутреннему наитию».
Далее около 70 тысяч человек видело, как Солнце стало бело-жёлтым, настолько неярким, что на него можно было смотреть, превратилось в серебряный диск. «Этот диковинный диск быстро вращался вокруг своей оси, отбрасывая во все стороны пучки окрашенного света. Красные лучи прорвались по краю солнца и окрасили облака, землю, деревья, людей; затем, чередуя друг друга, лучи фиолетовые, синие, жёлтые и других цветов». Он трижды останавливался и трижды возобновлял движение. Только люди от страха попадали на колени, как он «ринулся зигзагами вниз, к земле и перепуганным людям». Далее диск вернулся на место и снова стал невыносимо сверкающим солнцем (по Валле, диск исчез в лучах «подлинного» солнца), а одежда всех присутствовавших оказалась сухой, всё это продолжалось около 10 минут.
Описывает профессор Алмейда Гарретт из Коимбрского университета:

Шёл очень сильный дождь… Внезапно луч солнца пробился через плотные облака, и все стали глядеть в этом направлении… Объект выглядел подобно диску с очень чёткими контурами. Он ярко блестел, но не слепил. У меня не сложилось впечатления, как у некоторых других, что объект был тускло-серебряным. Скорее его изменяющийся цвет можно сравнить с жемчужным… Диск был похож на хорошо начищенный металлический предмет… Я вовсе не прибегаю к поэтическим гиперболам, так как видел всё собственными глазами… И вот этот диск неожиданно начал разворачиваться, вращаясь всё быстрее и быстрее… Внезапно толпа издала вопль ужаса. Непрерывно вращающееся «солнце», изменив цвет на кроваво-красный, камнем устремилось к земле, угрожая раздавить всех своим страшным весом…
О «танце солнца» (как стали называть события 13 октября 1917 года), виденном столь многим количеством человек, написали даже антиклерикальные португальские газеты (например, «O Seculo»).
После того, как Дева исчезла, Лусия утверждает, что видела около солнца Св. Иосифа с Младенцем Христом и Богородицу, одетую в белый с голубым плащ. Затем Лусия видела Деву Марию в образах Скорбящей Богоматери и Царицы Кармеля.

## Судьба трёх детей и предсказания Жасинты
Франсишку и Жасинта умерли в 1919 и 1920 годах соответственно. Перед смертью (в частности, Жасинте в Лиссабоне) детям снова являлась Богородица и передала ещё ряд откровений и пророчеств. Вот некоторые из них, переданные Жасинтой:

— Грехи, которые ведут больше всего душ в ад, это грехи плоти.
— Появятся моды, которые будут сильно оскорблять Нашего Господа. Люди, которые служат Богу, не должны следовать модам. У Церкви нет мод. Наш Господь всегда тот же.
— Грехи мира очень велики.
— Если бы люди знали, что такое вечность, они бы сделали все, чтобы изменить свои жизни.
— Люди погибают потому, что не думают о смерти Нашего Господа и не совершают покаяния.
— Многие браки не хороши; они неугодны Нашему Господу, и они не от Бога.

В 2000 году Жасинта и Франсишку были причислены к лику блаженных Католической Церкви, а в 2017 году их причислили к лику святых.
Лусия стала монахиней и умерла 13 февраля 2005 года.

## Последующие явления Богородицы Лусии
Богоматерь также являлась впоследствии Лусии в испанских городах: Понтеведра (1925—1926), Туй (1929) и Рианхо (1931).
Явления в Туе и Рианхо касались посвящения России.

## Признание
После первой встречи с «Дамой» Жасинта проговорилась матери о своих наблюдениях, и дети подвергались насмешкам. Им не верили родители, Лусию даже побили. 14—17 августа 1917 года деревенский староста допрашивал детей вместе и по отдельности, но не нашёл противоречий в их рассказах. «Либо вы скажете правду, — рассердился он, — либо я вас зажарю живьём на раскалённой докрасна сковородке». Это никак не сказалось на их показаниях. Лусия впоследствии рассказывала: «Конечно, я думала, что он сделает то, что сказал, и я умру на сковородке, но я не могла выдать тайны и отдалась в руки Матери Божьей».
Происшедшее было признано Католической церковью после 13-летнего расследования, которая дала заключение в 1930 году:

Солнечный феномен 13 октября 1917 года, описанный в прессе того времени, явился удивительнейшим событием и произвёл огромное впечатление на тех, кто имел счастье наблюдать его… Этот феномен, не зарегистрированный ни одной астрономической обсерваторией и, следовательно, не имеющий естественного происхождения, наблюдался людьми разных категорий и разных социальных групп, верующими и неверующими, журналистами крупнейших португальских газет и даже людьми, находившимися в нескольких километрах от этого места. Это исключает любое объяснение феномена как факта коллективной иллюзии.

## Три тайны Фатимы
Две первые тайны Фатимы:
видение ада и
необходимость посвящения России, Дева повелела обнародовать после явления в Туе в 1929 году.
Третью тайну Фатимы Лусия записала и её было приказано обнародовать в 1960 году; однако ни Иоанн XXIII, ни Павел VI, ни Иоанн Павел I этого не сделали.
В мае 1981 года террорист захватил и угнал во Францию ирландский авиалайнер, тщетно требуя от Ватикана обнародовать её.
Она была обнародована только в 2000 году. Обнародованный текст содержал следующее:

Я пишу из послушания Тебе, мой Бог, приказавшего мне сделать это через Его Высокопреосвященство епископа Лейрии и Божию Матерь.
После двух частей, которые я уже объяснила, слева от Божией Матери и немного выше мы увидели Ангела с огненным мечом в левой руке. Пылая, меч извергал языки пламени, которые могли бы сжечь всю Землю, но они затухали, касаясь великолепного сияния, которое Божия Матерь излучала навстречу им из своей правой руки. Указывая на землю своей правой рукой, Ангел закричал громким голосом: «Покайтесь, покайтесь, покайтесь!» Мы увидели в бесконечно ярком свете, что есть Бог, нечто подобное тому, как изображения людей появляются в зеркале, когда они проходят перед ним: епископа, одетого в белое, — нам показалось, что это был Святейший Отец. Там были и другие епископы, священники, верующие мужчины и женщины. Они поднимались вверх по крутой горе, на вершине которой был большой Крест из неотёсанных стволов пробкового дерева. Прежде чем попасть туда, Святейший Отец прошёл через большой город, наполовину в руинах, наполовину содрогающийся. Он шёл останавливаясь, страдая от боли и горя и молясь за души тех, трупы которых он встречал на своём пути. Достигнув вершины горы, на коленях у подножия Креста он был убит группой солдат, которые стреляли в него пулями и стрелами. И таким же образом там умерли один за другим другие епископы, священники и верующие мужчины и женщины, и различные миряне разных чинов и сословий. С обеих сторон Креста стояли два Ангела, каждый с хрустальной кропильницей в руке, в которую они собирали кровь мучеников и ею окропляли души, прокладывающие свой путь к Богу.

Однако, по некоторым версиям, была обнародована только часть третьей фатимской тайны.

## Дискуссии вокруг Фатимских тайн
Первый спор касается того, было ли должным образом совершено посвящение России. Папы Пий XII (см. Посвящение мира Непорочному сердцу Девы Марии 1942 года) и Иоанн Павел II совершили несколько таких церемоний, но либо они были совершены не вместе со всеми епископами мира, либо это были посвящения мира и Россия в них прямо не упоминалась.
Распространено мнение, что посвящение России всё-таки было совершено в 1984 году, однако оно оспаривается. В среде католиков-традиционалистов особенно распространено мнение о том, что посвящение России до сих пор не совершено так, как об этом просила сама Пресвятая Дева Мария в Фатиме и в Туе, а совершённые до этого посвящения либо не соответствуют нужным критериям, либо были лишь частичными. Так, братство Св. Пия X регулярно проводит «Крестовые походы Розария» в интенции посвящения России Непорочному Сердцу Девы Марии должным образом.
25 марта 2022 года папа Франциск сделал ещё одно посвящение всего мира сердцу Девы Марии, отдельно упомянув Россию и Украину.
Второй спор касается третьей тайны, её содержания и интерпретации. Некоторые исследователи и эксперты, в частности, известный итальянский журналист-ватиканист Антонио Соччи, считают, что хотя тайну было приказано обнародовать ещё в 1960 году, лишь часть её была опубликована только в 2000 году. Существует множество свидетельств (в том числе иерархов католической церкви), что третья фатимская тайна представляла собой два документа, помещённые в два разные конверта, и опубликован был только один из них.
Существуют противоречия и относительно интерпретации опубликованного текста третьей тайны. Распространённая трактовка заключается в том, что описанное там относится к неудавшемуся покушению на Папу Иоанна Павла II, произошедшему 13 мая 1981 года. Однако в тексте Папа погибает и пр. Всё это наталкивает на мысль, что описанное в третьей тайне относится не к этому событию, а к тому, которое ещё только должно произойти.
Относительно того, что́ же может содержаться в неопубликованной части третьей тайны, сторонники такой версии считают, что там может говориться о Третьей мировой войне, о пагубных последствиях либеральных реформ Второго Ватиканского собора в католической церкви, ведущих к апостасии, и т. п.

## Другие объяснения явлений

### НЛО
По словам Ж. Валле, «серия наблюдений существа, которое приняли за Деву Марию, началась за два года до этого целым рядом классических наблюдений НЛО».

### Дисперсиясолнечного света
В книге В. А. Мезенцева «Энциклопедия чудес» приводится отчёт о наблюдении в трубу за Солнцем из Киева при помощи закопчённого стёклышка, в результате чего можно было видеть, как солнце переливается разноцветными лучами. Это наблюдение объясняет, по мнению автора, видения в Фатиме.

### Скептические
Многие пророчества данные в Фатиме касаются вопросов мира и войны. В момент описываемых событий Португалия принимала участие в Первой мировой войне. Ряд пророчеств касается России, которая тоже принимала участие в войне. Явления в Фатиме пришлись очень на руку католической церкви и консервативным кругам, так как в начале XX века росли атеистические движения; социалисты и коммунисты, набиравшие силу, тоже были атеистически настроены, а это всё наносило вред традиционно религиозной Португалии и тем более католической церкви.
Не считая частных описаний «солнечной пляски», её детальные фотоснимки отсутствуют. Статьи в газетах иллюстрировали лишь фотографии толпы — ни одному из десятков фотографов не удалось снять странные небесные явления. Само же явление многие описывали противоречиво и по-разному. Подобное явление должны были бы видеть на большом расстоянии жители соседних сёл, а также астрономы, но этого не произошло. Профессор Огюст Мессен из Института физики Католического университета Лёвена и другие ученные утверждали, что подобные «чудеса» могли быть оптическими эффектами, вызванными длительным наблюдением за Солнцем. Мессен утверждает, что цвет Солнца, который, по словам свидетелей, менялся, вероятно, был вызван избыточной стимуляцией светочувствительных клеток в сетчатке глаза. Мессен заявил, что «чудеса Солнца» наблюдались разными свидетелями во многих местах, где верующих поощряли смотреть на Солнце. Он приводит в качестве примера явление в 1949 году, когда точно такие же оптические эффекты наблюдало более чем 10 000 человек.